# BMW R 63
La R 63 est un modèle de motocyclette du constructeur BMW.
La R 63 reprend la partie cycle des R 52 et R 57.